# Torneio Rio-São Paulo 1961
Das Torneio Rio-São Paulo 1961 war die 13. Austragung des Torneio Rio-São Paulo, eines Fußballpokalwettbewerbs in Brasilien. Er wurde vom 1. März bis 23. April 1961 ausgetragen. Der offizielle Name des Turniers war Torneio Roberto Gomes Pedrosa.

## Modus
Zunächst traten die Klubs jeweils einmal gegeneinander an. Die Wertungen wurden aber getrennt nach Bundesstaaten vorgenommen. Die drei besten dieser Gruppe zogen in die Finalrunde ein. In der Finalrunde traten nur die Klubs aus den gegenteiligen Bundesstaaten jeweils einmal gegeneinander an.

## Teilnehmer
| Teilnehmer Rio de Janeiro | Teilnehmer São Paulo               |
| ------------------------- | ---------------------------------- |
| America FC (RJ)           | SC Corinthians                     |
| Botafogo FR               | SE Palmeiras                       |
| CR Flamengo               | Associação Portuguesa de Desportos |
| Fluminense FC             | FC Santos                          |
| CR Vasco da Gama          | FC São Paulo                       |

## Vorrunde

### Tabelle Gruppe A (São Paulo)
| Pl. | Verein                             | Sp. | S | U | N | Tore    | Diff. | Punkte |
| --- | ---------------------------------- | --- | - | - | - | ------- | ----- | ------ |
| 1.  | FC Santos                          | 9   | 7 | 1 | 1 | 030:900 | +21   | 15     |
| 2.  | SC Corinthians                     | 9   | 5 | 1 | 3 | 020:130 | +7    | 11     |
| 3.  | SE Palmeiras                       | 9   | 4 | 3 | 2 | 015:120 | +3    | 11     |
| 4.  | FC São Paulo                       | 9   | 2 | 3 | 4 | 012:150 | −3    | 07     |
| 5.  | Associação Portuguesa de Desportos | 9   | 1 | 1 | 7 | 009:250 | −16   | 03     |

### Tabelle Gruppe B (Rio de Janeiro)
| Pl. | Verein           | Sp. | S | U | N | Tore    | Diff. | Punkte |
| --- | ---------------- | --- | - | - | - | ------- | ----- | ------ |
| 1.  | Botafogo FR      | 9   | 5 | 1 | 3 | 020:140 | +6    | 11     |
| 2.  | CR Vasco da Gama | 9   | 5 | 0 | 4 | 019:190 | ±0    | 10     |
| 3.  | CR Flamengo      | 9   | 5 | 0 | 4 | 012:200 | −8    | 10     |
| 4.  | Fluminense FC    | 9   | 4 | 0 | 5 | 019:180 | +1    | 08     |
| 5.  | America FC (RJ)  | 9   | 2 | 0 | 7 | 013:240 | −11   | 04     |

### Kreuztabelle Gruppenphase
| 1961        | America | Botafogo | SC Corinthians | Flamengo | Fluminense | Palmeiras | Portuguesa | Santos | São Paulo | Vasco |
| ----------- | ------- | -------- | -------------- | -------- | ---------- | --------- | ---------- | ------ | --------- | ----- |
| America     | –       | 3:1      |                |          |            | 1:0       |            |        | 1:2       | 5:1   |
| Botafogo    |         | –        | 1:0            | 3:0      | 4:3        |           | 3:1        |        |           |       |
| Corinthians | 5:4     |          | –              | 3:0      | 3:0        |           | 2:0        | 2:0    |           |       |
| Flamengo    | 2:1     |          |                | –        |            |           | 2:0        | 1:7    |           | 2:1   |
| Fluminense  | 1:0     |          |                | 2:0      | –          | 1:2       | 7:0        | 1:3    |           |       |
| Palmeiras   |         | 1:0      | 3:3            | 2:3      |            | –         | 2:1        |        | 1:1       |       |
| Portuguesa  | 3:1     |          |                |          |            |           | –          |        | 2:2       | 2:3   |
| Santos      | 6:1     | 4:2      |                |          |            | 1:1       | 3:0        | –      | 1:0       | 5:1   |
| São Paulo   |         | 1:1      | 3:2            | 1:2      | 2:3        |           |            |        | –         |       |
| Vasco       | 4:1     |          | 2:0            |          | 4:1        | 1:3       |            |        | 2:0       | –     |

## Finalrunde

### Gruppe Finale
| Pl. | Verein           | Sp. | S | U | N | Tore    | Diff. | Punkte |
| --- | ---------------- | --- | - | - | - | ------- | ----- | ------ |
| 1.  | CR Flamengo      | 3   | 3 | 0 | 0 | 010:200 | +8    | 06     |
| 2.  | Botafogo FR      | 3   | 2 | 0 | 1 | 003:100 | +2    | 04     |
| 3.  | CR Vasco da Gama | 3   | 2 | 0 | 1 | 004:200 | +2    | 04     |
| 4.  | SE Palmeiras     | 3   | 1 | 1 | 1 | 002:300 | −1    | 03     |
| 5.  | FC Santos        | 3   | 0 | 0 | 3 | 003:900 | −6    | 0      |
| 6.  | SC Corinthians   | 3   | 0 | 0 | 3 | 000:500 | −5    | 0      |

### Kreuztabelle Finale
| 1961        | Botafogo | SC Corinthians | Flamengo | Palmeiras | Santos | Vasco |
| ----------- | -------- | -------------- | -------- | --------- | ------ | ----- |
| Botafogo    | –        |                |          | 0:0       |        |       |
| Corinthians | 0:1      | –              |          |           |        | 0:2   |
| Flamengo    |          | 2:0            | –        | 3:1       |        |       |
| Palmeiras   |          |                |          | –         |        | 1:0   |
| Santos      | 1:2      |                | 1:5      |           | –      |       |
| Vasco       |          |                |          |           | 2:1    | –     |

## Die Meistermannschaft
| 1. Titel | CR Flamengo |
| Flamengo | - Tor: Joélcio - Abwehr: Jayme, Marinho, Décio Crespo, Orlando, Donald, Ronald Marreta, Jadir, Joubert, Paulo Henrique - Mittelfeld: Jordan da Costa, José Ufarte, Germano, Gérson, Carlinhos - Angriff: Joel, Henrique Frade, Carlos Cesário, Veraldo, Dida, Jair Bala, Elson Beiruth, Irajá, Babá, Luís Carlos, Moacir, Carlos Alberto, Airton, Lima - Trainer: Manuel Fleitas Solich |

## Torschützenliste
| Pl. | Nat.        | Spieler         | Klub             | Tore |
| --- | ----------- | --------------- | ---------------- | ---- |
| 1   | Brasilianer | Coutinho        | FC Santos        | 9    |
|     | Brasilianer | Pepe            | FC Santos        | 9    |
| 3   | Brasilianer | Dida            | CR Flamengo      | 8    |
|     | Brasilianer | Pelé            | FC Santos        | 8    |
| 5   | Brasilianer | Jaburú          | Fluminense FC    | 7    |
|     | Brasilianer | Armando Miranda | SC Corinthians   | 7    |
|     | Brasilianer | Pacoti          | CR Vasco da Gama | 7    |